# Philagathos le Philosophe
Philagathos le Philosophe est un moine et prédicateur de culture grecque du royaume normand de Sicile (XIIe siècle), né sans doute à Cerami (nord-est de la Sicile), actif notamment sous les règnes de Roger II (1130-1154) et de Guillaume Ier (1154-1166). 
Il est l'auteur de 88 sermons en langue grecque d'une grande qualité littéraire qui ont été très diffusés (plus de cent manuscrits connus), dont 63 ont été organisés dans une partie de la tradition (à Constantinople) en un homéliaire suivant l'année liturgique (l'« homéliaire italo-grec »), placé tardivement sous le nom fictif de « Théophane Kérameus (ou Céramée), archevêque de Taormine ». C'est seulement par ces textes et leurs inscriptions dans les manuscrits qu'on peut tenter de cerner l'identité de ce représentant de la brillante culture de la Sicile du XIIe siècle. 

## Éléments biographiques
Son nom de naissance était Philippe (Philippos), nom qui le désigne dans certains manuscrits, et il adopta celui de Philagathos au moment de son entrée en religion. Il accomplit cette démarche dans une église Saint-André qui n'est pas identifiée, et séjourna ensuite dans le monastère de la Néa Hodêgêtria de Rossano (actuellement Santa Maria del Patire), fondé vers 1095 par saint Barthélemy de Simeri († 1130), à qui il a consacré un sermon. Il était moine basilien ordonné (« hiéromoine »). Il prêcha à Rossano même, mais aussi en d'autres lieux du royaume où on l'invita apparemment à cause de sa grande réputation : à Reggio de Calabre, à Messine (notamment dans l'église du monastère du Christ Sauveur fondé par Roger II en 1131), à Taormine, à Troina, et surtout à Palerme, où il prêcha dans la cathédrale devant Roger II, et aussi dans la Chapelle Palatine (consacrée en 1143), son sermon contenant la plus ancienne description connue de ce monument. Ces discours témoignent à la fois d'une grande culture et d'une solide formation rhétorique.
L'editio princeps, avec traduction latine (qui se limite à l'homéliaire constantinopolitain de 63 pièces), est due au jésuite Francesco Scorso (Homiliæ in Evangelia Dominicalia, & Festa totius anni, Paris, Cramoisy, 1644). Il faisait de l'auteur un archevêque de Taormine du IXe siècle. Il faut signaler d'autre part l'édition de Grégorios M. Palamas (Θεοφάνους τοῦ Κεραμέως Ὁμιλίαι, Jérusalem, 1860). La PG (vol. 132, col. 9-1078) reproduit le texte de Scorso, et donne aussi comme nom d'auteur « Theophanes Kerameus, archevêque de Taormine ».

## Éditions récentes
- Stefano Caruso (éd.), « Le tre omilie inedite Per la domenica delle palme di Filagato da Cerami », Ἐπετηρὶς Ἑταιρείας Βυζαντινῶν Σπουδῶν 41, 1974, p. 109-127.
- Giuseppe Rossi Taibbi (éd.), Filagato da Cerami. Omelie per i vangeli domenicali e le feste di tutto l'anno, vol. I : Omelie per le feste fisse, Istituto siciliano di studi bizantini e neoellenici, Testi 11, Palerme, 1969.